# Agostino Gemelli
Agostino Gemelli (Milán, 18 de enero de 1878 - 15 de julio de 1959) fue un médico y religioso italiano. Fue un protagonista clave del entramado entre ciencia y religión que originó el movimiento eugenésico latino.

## Biografía
Su verdadero nombre era Edoardo, nombre que cambió por Agostino cuando toma los primeros votos como fraile franciscano el 23 de diciembre de 1904. Había nacido en una familia de burgueses librepensadores. Su brillante inteligencia y su sensibilidad por los problemas humanos le convirtieron pronto en joven promesa del Partido Socialista, pero su sonora conversión a la Fe y el ingreso en la Orden franciscana señalaron el comienzo de una fecunda existencia como intelectual católico que culmina en la Pontificia Academia de las Ciencias, de la que fue primer presidente, y en la fundación y rectoría desde 1921 hasta su muerte de la Universidad Católica del Sagrado Corazón en Milán.
Al frente de la Universidad Católica, persiguió el objetivo de formar a una nueva clase dirigente para un futuro Estado católico que dejara atrás el Estado liberal surgido tras la unificación de Italia. A partir de los Pactos de Letrán de 1929, y bajo el patronazgo de Pío XI, trabajó desde la universidad para alinear al Estado fascista con la doctrina católica y las enseñanzas papales. A pesar de la acomodación de Gemelli al régimen, logró que su universidad gozase de cierta autonomía.
Gemelli fundó en Milán tres ramas de los Misioneros de la Realeza de Cristo: las mujeres (1921), los varones (1928) y los sacerdotes (1945).Tiempo después, las tres ramas fueron erigidas en un instituto secular de derecho diocesano: la femenina (1951), los varones (1954) y los sacerdotes (1971).En 1986 tenían 340 miembros.
Antes de su profesión religiosa, como médico, colabora con Golgi en sus trabajos sobre histología del sistema nervioso. De la morfología pasó a la investigación de los fenómenos psicofisiológicos. Trabaja en Turín con Kiesow, discípulo de Wundt, en Psicología experimental. Gemelli, que considera débiles los supuestos de la Psicofisiología, se ha de enfrentar también con las premisas del positivismo, actitud que había de convertirse en el primum movens de su labor como hombre de ciencia y pensador.
Gemelli formó parte de la minoría clerical que apoyó decididamente la entrada de Italia (1915) en la Primera Guerra Mundial, durante la que fue adscrito al Estado Mayor del ejército italiano con la misión de estudiar la mente de los soldados. También llevó a cabo una labor pionera de propaganda para motivar a las tropas, siguiendo los postulados teóricos de la psicología de masas de Gustave Le Bon.
La Psicología de Gemelli responde a un agudo y logrado empeño de superación de las antinomias del dualismo metodológico inevitable en esta ciencia. El rigor y la objetividad en el registro de los datos propios de la investigación son indispensables como punto de partida, pero el método científico-natural impone limitaciones que, de no ser superadas desde una perspectiva filosófica, acabarían por consumar el riesgo de deshumanización que amenaza a la propia Psicología. El postulado fundamental de Gemelli se concreta en la convicción de que la llamada energía psíquica no es una función del tejido nervioso, sino que tiene una autonomía de valor original cuyo carácter consiste en cualificar significativamente el dato físico.
La actividad personal de Gemelli rebasa el notable valor de sus propias publicaciones. Funda la Revista «Archivos de Psicología, Neurología y Psiquiatría» y la «Asociación Católica Internacional de Estudios Médico-Psicológicos» que, después de una serie de encuentros previos, queda constituida en el Congreso de Madrid (septiembre de 1957). En 1958, octogenario y físicamente debilitado, aceptó todavía el encargo de Pío XII de coronar la obra de la Universidad Católica con la que habría de ser su Facultad póstuma: la de Medicina y el Instituto de Estudios biológicos de Monte Mario (Roma). Falleció el 15 de julio de 1959. Su funeral lo celebró en la catedral de Milán el arzobispo Giovanni Battista Montini, futuro Pablo VI, con una memorable asistencia de autoridades, académicos y fieles. Esta enterrado en la cripta de la capilla de la Universidad Católica del Sagrado Corazón, junto con Armida Barelli. Actualmente, en su honor, el Hospital en Roma donde el papa Juan Pablo II estuvo internado, lleva su nombre (Ospedale Gemelli).

## Controversia con el Padre Pío
Gemelli cuestionó la autenticidad de los estigmas del Padre Pío, lo acusó de aprovecharse de la credulidad de la gente y lo calificó como «psicópata autolesivo e ignorante».

## Obras
- L'analisi elettroacustica del linguaggio (1934)
- Introduzione alla psicologia (1947)
- La criminalogia e il diritto penale (1951)
- Contributo all'analisi dei movimenti della scrittura(1948)

## Obras editadas en España
- Gemelli, Agostino (1972). Psicología de la edad evolutiva. Razón y Fe. ISBN 978-84-7128-019-0.

- Gemelli, Agostino (1968). La orientación profesional. Razón y Fe. ISBN 978-84-7128-139-5.

- Gemelli, Agostino;  Lazzati, G. (1968). Secularidad y vida consagrada. Ediciones Mensajero. ISBN 978-84-271-0157-9.

- Gemelli, Agostino;  Zunini, Giorgio (1968). Introducción a la psicología. Miracle. ISBN 978-84-7109-002-7.

- Gemelli, Agostino. Orientaciones de la psicología experimental. Eugenio Subirana. ISBN 978-84-7276-068-4.
- Gemelli, Agustín. España e Italia en la defensa de la civilización cristiana contra el bolchevismo, Ávila, 1938, traducción y prólogo de Isidoro Martín